# Sibon dunni
Espèce
Statut de conservation UICN

 DD  : Données insuffisantes
Sibon dunni  est une espèce de serpents de la famille des Dipsadidae.

## Répartition
Cette espèce est endémique d'Équateur.

## Étymologie
Cette espèce est nommée en l'honneur de Emmett Reid Dunn.

## Publication originale
- Peters, 1957 : A new species of the snake genus Sibon from Ecuador. Copeia, vol. 1957, no 2, p. 109-110.